# لازاریتسا
لازاریتسا (به صربی: Lazarica) یک منطقهٔ مسکونی در صربستان است که در کروشواتس واقع شده‌است. لازاریتسا ۱٬۵۲۱ نفر جمعیت دارد.